# Chriodes malaisei
Chriodes malaisei là một loài tò vò trong họ Ichneumonidae.